# مضيق الدنمارك
مضيق الدنمارك (بالدنماركية: Danmarksstrædet,بالآيسلندية: Grænlandssund, ما يعني صوت جرينلاند) هو مضيق محيطي بين جرينلاند (إلى الشمال الغربي) وآيسلندا (إلى الجنوب الشرقي). على خط جي يو كي الجزيرة النرويجية جان مايان تقع في شمال شرق المضيق.
أنه يوصل بحر جرينلاند, امتداد من المحيط المتجمد الشمالي, إلى بحر إرمنجير، جزء من المحيط الأطلسي وطوله يبلغ 300 ميل (480 كيلومتر) وعرضه 180 ميل (290 كيلومتر) في شمال غربه. العمق يبلغ 625 قدم (191 متر). تيار شرق جرينلاد البارد سمر من خلال المضيق ويحمل الجبال الجليدية إلى الجنوب داخل المحيط الأطلسي الشمالي. يمتلك مناطق صيد سمك مهمة.
خلال الحرب العالمية الثانية، معركة مضيق الدنمارك بدأت في 24 مايو, 1941. البارجة الألمانية بسمارك أغرقت السفينة البريطانية أتش أم أس هود التي إفجرت، وقتلت كل محاربيها الـ1418 ما عدا ثلاث أشخاص، وسببت ضرر كبير للسفينة الحربية البريطانية برنس أوف ويلز (53). بسمارك نجحت بدخول المحيط الأطلسي من خلال المضيق، ولكن الضرر المسبب لها لم يسمح لها بإنجاز مهمتها في تدمير القوافل البريطانية.